# 釋悟明
釋悟明（1910年—2011年7月19日），俗名李林泉，法名仁恩，法號悟明，人稱悟明長老，出生於清帝國河南省商水縣大李莊，台灣佛教比丘。傳承臨濟宗，一生致力弘揚觀音法門，人稱觀音老人。悟明長老曾任中國佛教會第11－12屆理事長暨永久名譽理事長，世界佛教僧伽會第5－6屆會長暨永久榮譽會長。

## 生平
悟明長老14歲時，於湖北省竹谿縣觀音閤出家，師承臨濟宗的能靜法師，20歲於湖北省漢陽歸元寺授具足戒。
來到臺灣後，在臺灣首倡大悲懺。並在臺灣新北市樹林區創辦了海明禪寺、大悲院、觀音禪院等寺院，並於海明寺中創立「玄奘慈幼院」收養孤兒。更遠渡美國洛杉磯創辦了護國禪寺。此外，他還比較重視社會慈善與教育事業，曾參與創建玄奘大學、海明佛學院，也曾在輔仁大學的哲學系之佛學研究課程中授課。
西元1979年，悟明長老69歲時，美國宗教到台灣訪問，他代表佛教致詞，並接受蔣經國總統召見。西元1994年3月，悟明長老獲頒中國文化大學的「榮譽哲學博士」學位。1995年，時任總統兼中國國民黨主席李登輝頒發「華夏三等獎章」給悟明長老。西元2000年，90歲的悟明長老，因其在宣揚佛法的貢獻，獲中國國民黨主席連戰頒發「華夏壹等獎章」，同年被「世界佛教僧伽會」聘為永久榮譽會長。
2011年7月19日，恰好是農曆6月19日觀世音菩薩成道日，於海明禪寺安詳示寂，享嵩壽101歲。
9月5日圓寂讚頌會當日，並獲總統明令褒揚，並覆國旗，藉以表彰其終其一生，護國衛教、慈悲濟世之功勳。褒揚令全文：

中國佛教會永久名譽理事長悟明老和尚，恂達清標，圓澄篤實。少歲出家受具足戒，發心宣揚佛法教義，砥志修行，博覽群經。來臺後，籌建臺北市護國大悲院暨觀音禪院、樹林千霞山海明禪寺，復擘劃海明佛學院與玄奘大學，悉力教育事業，闓闡中華文化；推展急難救助，躬身弱勢公益，慈心悲願，胞與為懷；琳宇布澤，興學留芬。復應邀赴美弘法，創設洛杉磯護國禪寺，加強國際佛教交流，開辦青少年佛學夏令營，涵濡啟迪，蜚聲海外。平居修持觀音法門，宣勤講演述作，論著豐華，沾溉信眾。曾膺任中國佛教會第十一、十二屆理事長與世界佛教僧伽會第五、六屆會長等要職，獲頒中國文化大學榮譽哲學博士暨內政部一等內政獎章殊勛，導引人心崇善，促進世界和平，傳燈濟度，渥惠廣衍。綜其生平，弘宣化以弼教正人，彰佛法而移風淑世，至德至仁，無量無邊；前緒法益，千載芳垂。遽聞上壽涅槃，彌深軫悼，應予明令褒揚，用示政府篤念耆德之至意。

總　　　統　馬英九　　　　

行政院院長　吳敦義　　　　

## 法承

### 師長
- 釋能靜
- 釋興慈
- 釋大霖

### 弟子(包含徒孫)
- 釋如道
- 釋明光
- 釋果印
- 釋聖輪

## 著作
《仁恩夢存》、《美遊心影》、《悟明行旅》、《妙融之道》及《從人文主義論涅槃》。

## 外部連結
- 台灣佛教數位博物館-佛教人物《悟明法師》  （页面存档备份，存于）
- . 佛光山人間通訊社. 2017-11-12  [2020-01-25]. （原始内容存档于2020-01-25）.